# WWE Intercontinental Championship
Het WWE Intercontinental Championship is een professioneel worstelkampioenschap dat gecreëerd werd en eigendom is van de Amerikaanse worstelorganisatie WWE. Het is een van de drie secundaire kampioenschappen in WWE, samen met het United States Championship op Raw en het North American Championship op NXT.

## Geschiedenis
Pat Patterson was de eerste Intercontinental Champion. De titel werd hem toegekend in september 1979 met de kayfabe uitleg dat hij een fictief toernooi had gewonnen in Rio de Janeiro, Brazilië. Dit is recentelijk ontkend door de WWE, die nu claimen op hun officiële titel geschiedenis pagina dat Patterson het WWF North American Championship meebracht naar Brazilië en een toernooi won om het te verenigen met het "South American Championship" (een niet-bestaande titel) om zo de Intercontinental Champion te worden. In de jaren 89, wonnen verschillende top superstars het Intercontinental Championship, waaronder Pedro Morales, Don Muraco, Greg Valentine, Tito Santana, Randy Savage en Ricky Steamboat.
Het Intercontinental Championship werd oorspronkelijk gebruikt als een opstapje voor worstelaars om verder te komen in hun carrière. Chris Jericho, Chris Benoit, Eddie Guerrero, Bret Hart, Kurt Angle, Randy Savage, Shawn Michaels, Stone Cold Steve Austin, The Rock, Triple H, Edge, Randy Orton en meest recentelijk Rob Van Dam hebben allen het Intercontinental Championship gehouden voordat ze World Champions werden.
De titel had verschillende leren riemkleuren tijdens verschillende titel periodes. The Ultimate Warrior veranderde naar een gele band tijdens zijn tweede periode als Intercontinental Champion. Jeff Jarrett, Shawn Michaels, Marty Jannetty en Shane "Dean" Douglas gebruikten wit leer tijdens hun periodes (Michaels gebruikte ook korte tijd een blauwe band). Goldust gebruikte goud leer tijdens zijn titel. Uiteindelijk keerde de riem terug naar zijn originele staat met zwart leer.
De riem onderging een gehele ontwerpverandering in het begin van 1998 kort voor WrestleMania XIV terwijl The Rock kampioen was. Het ontwerp veranderde omdat de WWF de copyright rechten op het ontwerp van al zijn singles titels wilde hebben (Extreme Championship Wrestling gebruikte hetzelfde ontwerp voor het Tag Team Championship). De nieuwe riem was iets kleiner, met een compleet ovaal ontwerp en ha oorspronkelijk een paarse riem.
Tijdens de Invasion storyline in 2001, versloeg de WCW United States Champion Edge de Intercontinental Champion Test om beide titels te verenigen. Edge behield toen het Intercontinental Championship en het United States Championship werd inactief.
Nadat de WWE zich in twee verschillende shows verdeelde in 2002, werden het Intercontinental Championship en zijn kampioen, Rob Van Dam naar het RAW deel gestuurd. Een korte periode in datzelfde jaar was het Intercontinental Championship exclusief voor SmackDown! toen de toenmalige kampioen Chris Benoit de titel met zich meenam. De titel keerde terug naar RAW toen Benoit deze aan Rob Van Dam verloor tijdens SummerSlam 2002.
Rob van Dam stelde zijn Intercontinental Championship op het spel, samen met Jeff Hardy's European Championship in een ladder match op 22 juli 2002. Door de match te winnen verenigde Rob Van Dam de twee titels en bleef de Intercontinental Champion terwijl het European Championship inactief werd. Hetzelfde zou gebeuren op 26 augustus 2002, toen Van Dam de Hardcore Champion Tommy Dreamer versloeg. Ook deze titel werd hierna inactief.
Tegen het einde van 2002 had RAW tijdelijk geen belangrijkste titel meer, toen de WWE kampioens Brock Lesnar exclusief voor SmackDown! ging vechten. Het oorspronkelijke plan was om alle tweederangs titels te verenigen om een nieuwe, even prestigieuze titel exclusief voor RAW te maken, met de WCW United States, WWE European en WWE Hardcore titels allemaal verenigd. Men liet dit plan vallen en het Intercontinental Championship werd verenigd met het World Heavyweight Championship op 20 oktober 2002, toen de toenmalige World Heavyweight Champion, Triple H, de Intercontinental Champion Kane versloeg. Toen werd het Intercontinental Championship geactiveerd. RAW general manager Eric Bischoffs redenering voor dit was "one show, one champion" (een show, een kampioen), mogelijk verwijzend naar het feit dat Bischoff het Intercontinental Championship zag als een soort tweede wereld titel.
Dit was een zeer onpopulair besluit en fans eisten dat de titel geheractiveerd zou worden. RAW general manager "Stone Cold" Steve Austin herstelde het Intercontinental Championship het jaar daar op en Christian won de titel op 18 mei 2003. Toen hij opnieuw werd ingesteld onderging de riem een soort facelift - er werd namelijk een naamplaatje toegevoegd, een verandering die gedaan werd met elk WWE kampioenschap na de introductie van de WWE Undisputed Championship riem. Het Intercontinental Championship is sindsdien actief gebleven.
Het WWE United States Championship werd ook opnieuw ingesteld in 2003 als de SmackDown! tegenhanger van de titel. Het United States Championship was oorspronkelijk WCW's tweederangs titel, net als het Intercontinental Championship was voor de WWF. Sinds 29 augustus 2011 bestaan beide tittels naast elkaar, als secundaire tittels, en worden ze verdedigd op beide shows.

## Huidige kampioen
| Huidige kampioen | Datum         | Vorige kampioen | Evenement       |
| ---------------- | ------------- | --------------- | --------------- |
| Dominik Mysterio | 20 april 2025 | Bron Breakker   | WrestleMania 41 |

## Statistieken
| Records           | Recordhouder  | Recordgegevens               | Aantekeningen |
| ----------------- | ------------- | ---------------------------- | --- |
| Meeste periodes   | Chris Jericho | 9                            | Zijn 6e periode is de kortste in zijn geschiedenis. Zijn tweede periode was gedeeld met Chyna, later werd in een match besloten wie in zijn eentje kampioen werd, waarbij hij won. |
| Langste periode   | Gunther       | 666 dagen (95 weken)         | verloor de titel tijdens Wrestlemania XL aan Sami Zayn |
| Kortste periode   | Triple H      |                              | Unificatie |
| Oudste kampioen   | Ric Flair     | 56 jaar                      | Flair won de titel tijdens Unforgiven 2005 van Carlito. |
| Jongste kampioen  | Jeff Hardy    | 23 jaar, 7 maanden, 11 dagen | Hij versloeg Triple H |
| Zwaarste kampioen | Big Show      | 200 kg                       | Behaalde de titel op WrestleMania XXVIII |
| Lichtste kampioen | Chyna         | 70 kg                        | Chyna is een vrouwelijke worstelaar |

## Trivia
- De meeste keren dat de titel is gewonnen door een man is negen, door Chris Jericho. Het tweede hoogste nummer van titels is zes, gehouden door Jeff Jarrett en Rob van Dam.
- De langstdurende Intercontinental Champions van de decennia waarin hij bestond zijn: Honky Tonk Man (1980's), Mr. Perfect (1990's) en Shelton Benjamin (2000's).
- Terwijl hij de European Champion was versloeg Kurt Angle Chris Jericho voor het Intercontinental Championship in februari 2000, waardoor hij de derde persoon werd die zowel de European en Intercontentinental Championships tegelijkertijd hielden. D'Lo Brown en Jeff Jarrett bereikten dit als eerder. Angle refereerde later naar zichzelf als de EuroContinental champion.
- De enige vrouw die het Intercontinental Championship won was Chyna. Chyna versloeg Jeff Jarrett, Chris Jericho en Val Venis waardoor ze de titel drie keer hield.
- Chris Jericho en Chyna zijn de enige twee worstelaars die de titel samen hebben gehouden. De twee werden co-champions na een controversieel einde aan een match tussen hen beiden die ertoe leidde dat het Intercontinental Championship beschikbaar werd gesteld door Jericho en aan beide superstars werd toegekend, onder de voorwaarde dat beide worstelaars de titel zouden verliezen als een van hen verloor in een verdediging. Chris Jericho zou later een triple threat match winnen met daarin Chyna en Hardcore Holly om weer in zijn eentje kampioen te worden.
- De kortste titel verdediging ooit von plaats tijdens New Year's Revolution, toen Shelton Benjamin Maven pinde met een roll up, Maven vroeg meteen om een rematch en Benjamin pinde Maven opnieuw na zijn "T-Bone" Suplex. De gehele match duurde slechts 5 seconden.
- Er zijn 18 superstars die zowel het WWE Championship of World Heavyweight Championship als het Intercontinental Championship wonnen. Zij zijn Pedro Morales, Randy Savage, The Ultimate Warrior, Bret Hart, Diesel, Shawn Michaels, "Stone Cold" Steve Austin, Kane, The Rock, Triple H, Kurt Angle, Chris Jericho, Eddie Guerrero, Chris Benoit, Randy Orton, Ric Flair, Edge en Rob Van Dam. Van deze wonnen alleen Pedro Morales, Kane en Ric Flair hun eerste Intercontinental Championship na hun eerste world championship. The Ultimate Warrior was de enige worstelaar die het WWF Championship won terwijl hij nog steeds Intercontinental Champion was.
- Het Intercontinental Championship is niet verdedigd tijdens de jaarlijkse WrestleMania sinds WrestleMania X8 in 2002 in Toronto, Canada.
- De officiële website liet nooit de datum zijn dat Shelton Benjamin zijn eerste titel verloor tijdens Raw op 20 juni 2005..
- Ahmed Johnson was de eerste Afro-Amerikaan die de titel won, alsmede de eerste Afro-Amerikaan die een WWF/WWE singles titel won.